# Uredie

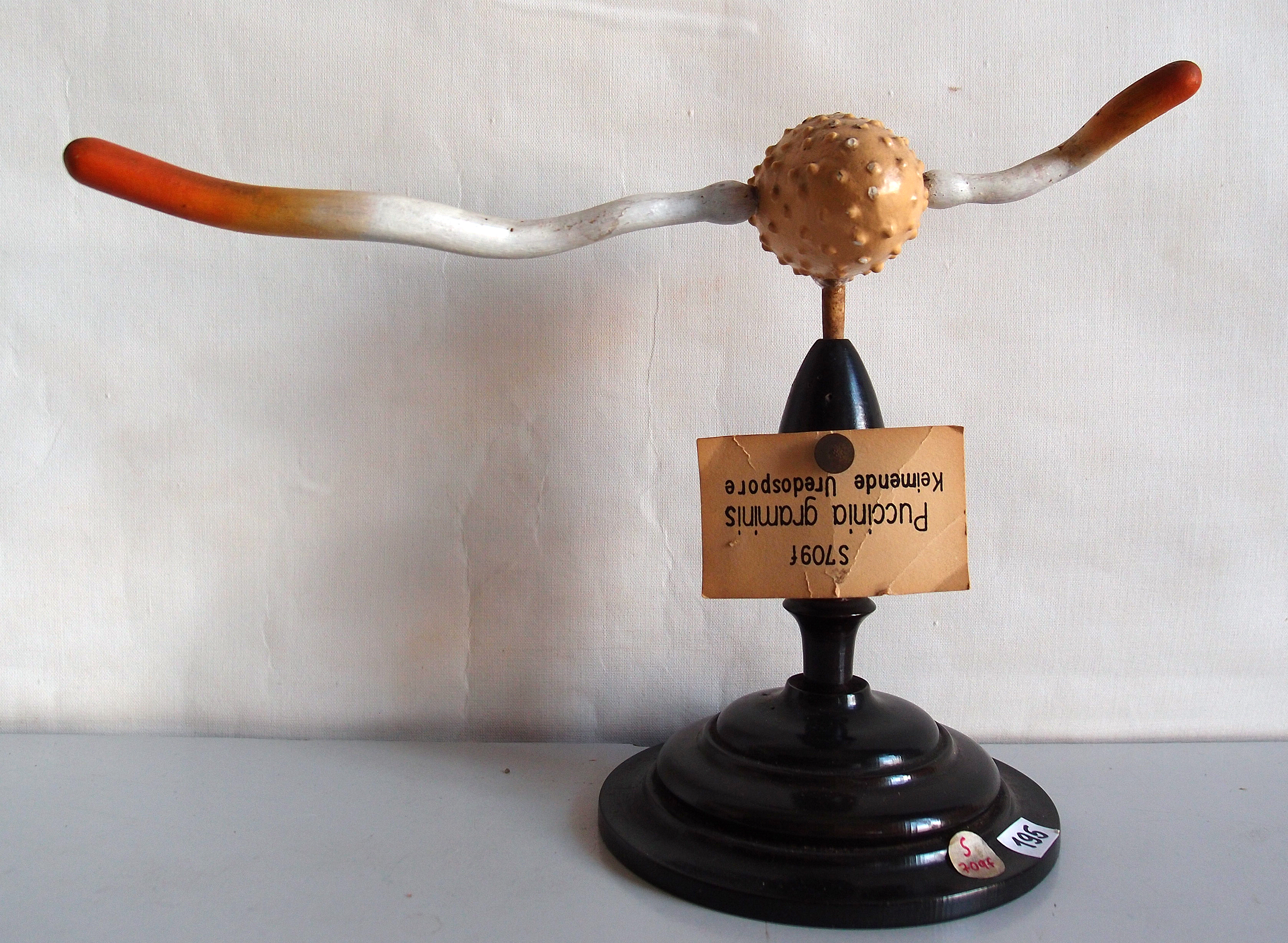
Modell einer keimenden Uredospore. Die in den Uredien produzierten Sporen dienen in erster Linie der räumlichen Ausbreitung der parasitären Rostpilze.

Die Uredie oder das Uredium ist eine Form des Sporenlagers bei Rostpilzen (Pucciniales). Sie tritt als dikaryonte Nebenfruchtform bei einigen Arten auf und dient in erster Linie der räumlichen Verbreitung der Pilze, die sich als Endoparasiten von pflanzlichen Stoffwechselprodukten ernähren. Uredien bestehen aus einem zweikernigen Myzel und bilden meist rundliche, stachelige Uredosporen aus, die sofort keimfähig sind. Im Entwicklungszyklus der Rostpilze folgen Uredien auf Spermogonien und Aecien, aus deren Sporen sie entstehen. Ihre Sporen bilden wiederum den Ausgangspunkt für die Entwicklung von Telien, in denen es zur geschlechtlichen Vermehrung kommt. Wo andere Sporenlager nicht bekannt sind oder sich nicht klar unterscheiden lassen, dienen Uredien der taxonomischen Einordnung von Rostpilzarten.

## Entwicklung und Aufbau

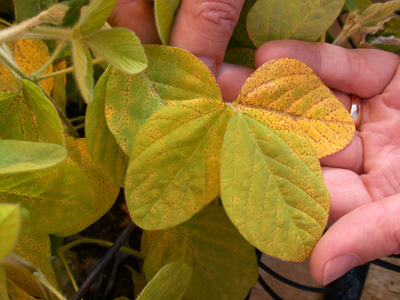
Uredien auf den Blättern einer Sojabohne. Makroskopisch erscheinen die Sporenlager meist als gelbliche oder gelbbraune, punktförmige Strukturen auf der Wirtsepidermis.

Uredien bestehen aus einem zwischen den Wirtszellen verankerten, zweikernigen Myzel, das aus Aeciosporen keimt. Sie wachsen auf dem Hauptwirt der jeweiligen Pilzart, also derjenigen Wirtspflanze, auf der auch die Telien entstehen. Die von ihnen produzierten zweikernigen Uredosporen sind meist rundlich, einzellig und stachelwarzig. Wo Haupt- und Nebenwirt identisch sind, sind sie teilweise nicht von den Aeciosporen unterscheidbar, weshalb die Mykologie dort von aecidioiden Uredosporen spricht. In der Regel dienen Uredosporen lediglich der Verbreitung des Pilzmyzels: Sie werden relativ schnell produziert und sind ohne zusätzliche Befruchtung oder Ruhephase keimfähig, wodurch der Pilz rasch weitere Pflanzen besiedeln kann. Vereinzelt treten aber auch besonders große und dickwandige Sporen auf, die vor allem der Überdauerung von Frost oder Trockenheit dienen und als Amphisporen bezeichnet werden. Die Uredosporen keimen wiederum in einem zweikernigen Myzel, aus dem sich entweder neue Uredien oder aber Telien entwickeln. Telien können aber auch aus dem gleichen Myzel entstehen, das zuvor bereits Uredosporen produziert hat. Die in den Telien produzierten Teliosporen sind der Ort der Karyogamie und Meiose, die den Entwicklungszyklus des Pilzes abschließen. Uredien sind, anders als Spermogonien, Aecien und Telien, für die Entwicklung eines Rostpilzes nicht zwingend nötig und fehlen daher bei einigen Arten.

## Taxonomische Bedeutung
Uredien sind für die taxonomische Einordnung der Rostpilzarten weniger bedeutend als die Telien oder Aecien. Wo letztere unbekannt sind, dienen sie jedoch der Unterscheidung der diversen Arten, die dann in die Anamorphen-Formgattung Uredo gestellt werden. Zudem können sie ein wichtiges Unterscheidungskriterium darstellen, wenn sich andere Sporenlager verschiedener Arten so stark ähneln, dass sie sich morphologisch nicht unterscheiden lassen.